# Браун, Натан
Натан Браун (англ. Nathan Brown; род. 7 июля 1991, Колорадо-Спрингс, Колорадо, США) — американский профессиональный шоссейный велогонщик, выступающий за команду «EF Pro Cycling».

## Достижения
2010
- 4-й на Чемпионате США (U-23) в индивидуальной гонке

2011
- 1-й   Чемпион США (U-23) в индивидуальной гонке
- 1-й на прологе Тура Гваделупы
- 7-й на Coupe des nations Ville Saguenay - ГК

2012
- 3-й на Чемпионате США (U-23) в индивидуальной гонке
- 4-й на Pan American Road and Track Championships в индивидуальной гонке
- 7-й на Chrono Champenois

2013
- Чемпионат США (U-23)
  - 1-й   Чемпион США в индивидуальной гонке
  - 2-й в групповой гонке
- 1-й  на Tour de Beauce - ГК
  - 1-й  - ОК
- 2-й на Liège–Bastogne–Liège Espoirs (U-23)
- 3-й на Чемпионате США по шоссейному велоспорту в индивидуальной гонке
- 9-й на Coupe des nations Ville Saguenay - ГК

2017
- 1-й  лидер в  ГрК на Тур де Франс после этапов 3-4

| ГК  | Генеральная классификация |
| ОК  | Очковая классификация     |
| ГрК | Горная классификация      |

### Гранд-туры
| Гонка           | 2014 | 2015 | 2016 | 2017 | 2018 |
| --------------- | ---- | ---- | ---- | ---- | ---- |
| Джиро д'Италия  | —    | 67   | 48   | —    | 52   |
| Тур де Франс    | —    | —    | —    | 43   | —    |
| Вуэльта Испании | 85   | —    | —    | —    | —    |

| —  | Не участвовал  |
| НФ | Не финишировал |